# Franz-Völker-Preis
Der Franz-Völker-Preis ist ein Musikpreis, der seit 1989 alle fünf Jahre von der Stadt Neu-Isenburg, seit 2014 in Zusammenarbeit mit dem Staatstheater Mainz, an jeweils drei Nachwuchstenöre vergeben wird. Er ist nach dem in Neu-Isenburg geborenen Tenor Franz Völker benannt und mit 3.000 € (inzwischen 6.000 €) Studienbeihilfe dotiert.
Bisherige Preisträger waren:
- 1989 – Christian Elsner, Ferdinand Seiler, Andreas Wagner
- 1994 – Johannes Kalpers, Jürgen Fersch, Mathias Klink
- 1999 – Koh Ki-Hun, Lars Lettner, Tobias Rapp
- 2004 – Jason (Jae Suk) Kim, Simon Schnorr
- 2009 – Daniel Jenz, Lucian Krasznec, Kejia Xiong
- 2014 – Timothy Fallon
- 2020 – Myung-in-Lee